# Dulcino

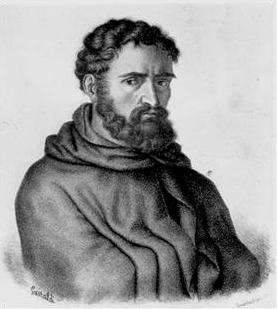
Fray Dulcino. Litografía de Michele Doyen (1809 - 1881).

Dulcino (1250-1307), conocido también como Fray Dulcino o Dulcino de Novara (en italiano Dolcino da Novara), fue un líder religioso italiano, continuador del milenarismo de Gerardo Segarelli y fundador de la secta de los Hermanos Apostólicos (en italiano, Fraticelli Apostolici) o dulcinistas.
Predicó la proximidad del fin de los tiempos y el descenso del Espíritu sobre los apostólicos. El papa Clemente V decretó contra él y sus seguidores una cruzada, durante la cual fue capturado, torturado y quemado vivo.

## Dulcino y los Hermanos Apostólicos
No se conoce con exactitud el lugar de nacimiento de Dulcino, cuyo verdadero nombre era al parecer Davide Tornielli. Se cree que nació en la provincia italiana de Novara, perteneciente al Piamonte. Según la inquisición de Bernardo Gui, era hijo ilegítimo de un cura, que huyó a Vercelli tras ser condenado por ladrón, para unirse a la secta de Segarelli, "ese mendigo loco y sodomita", donde se dedicaban a los robos y al sexo libre. Sin embargo, la mayoría de las fuentes coinciden en apuntarlo como hijo de una rica familia, predicador competente y carismático, con buen conocimiento de la Biblia, y que cursó, desde joven, estudios eclesiásticos.
A la muerte de Segarelli, Dulcino se convirtió en cabeza de los Hermanos Apostólicos, y en 1303 emigró con sus seguidores a las montañas del Trentino, cerca del Lago de Garda, donde conoció a Margherita da Trento, hija de la condesa Oderica di Arco, que a partir de entonces fue su compañera sentimental.
En 1304, los dulcinistas atravesaron las montañas lombardas hasta Valsesia, donde su número se incrementó con siervos que huían de los dominios de los obispos de Novara y Vercelli.
La secta fundada por Dulcino contó en su apogeo con un número máximo de entre cinco mil y diez mil seguidores. El papa Clemente V despachó desde Aviñón una cruzada contra los dulcinistas, concediendo a quienes participaran en ella una indulgencia plenaria. Las tropas fueron dirigidas por el obispo de Vercelli, Raniero. Los dulcinistas se procuraron alimento por medio de pillajes cometidos en las campiñas de Valsesia, mientras se refugiaban en una improvisada fortificación en el monte Rubello, cerca de Biella, soportando la hambruna y las nevadas. Cuando fueron derrotados, durante la Semana Santa del año 1307, la mayoría de los Hermanos Apostólicos fueron pasados por las armas inmediatamente, pero el propio Dulcino, su pareja Margherita y su lugarteniente Longino di Bérgamo fueron capturados para su posterior juicio por la Inquisición. Los dos últimos fueron condenados y quemados en la hoguera en Biella en junio de 1307, y Dulcino fue obligado a presenciar sus suplicios, oportunidad en que mostró una entereza notable, según las memorias de la época. En julio del mismo año Dulcino fue torturado y quemado vivo en Vercelli, sorprendiendo a público y verdugos por su templanza ante los tormentos.

Podemos llegar a vislumbrar la popularidad de los herejes a partir de los juicios que la Inquisición aún llevaba adelante hacia 1330, en la región de Trento (norte de Italia), contra aquellos que habían brindado hospitalidad a los apostólicos en el momento en que su líder, Fray Dulcino, treinta años antes, había pasado por la región. En el momento de su llegada se abrieron muchas puertas para brindar refugio a Dulcino y sus seguidores. Nuevamente en 1304, cuando junto al anuncio de la llegada de un reino sagrado de pobreza y amor Fray Dulcino fundó una comunidad entre las montañas de Vercellese (Piamonte), los campesinos de la zona, que ya se habían levantado contra el Obispo de Vercelli, le dieron su apoyo. Durante tres años los dulcinianos resistieron a las cruzadas y al bloqueo que el Obispo dispuso en su contra —hubo mujeres vestidas como hombres luchando junto a ellos. Finalmente, fueron derrotados sólo por el hambre y la aplastante superioridad de las fuerzas que la Iglesia había movilizado. El mismo día en el que las tropas reunidas por el Obispo de Vercelli finalmente vencieron, «más de mil herejes murieron en las llamas o en el río o por la espada, de los modos más crueles». Margherita, la compañera de Dulcino, fue lentamente quemada hasta morir ante sus ojos porque se negó a retractarse. Dulcino fue arrastrado y poco a poco hecho pedazos por los caminos de la montaña, a fin de brindar un ejemplo conveniente a la población local.

## Las ideas de Dulcino
Es difícil distinguir sus verdaderas ideas de las acusaciones que se le dirigieron con motivo de la cruzada ordenada por la Santa Sede, entonces radicada en Aviñón. Anunció un inminente fin de los tiempos, en el cual el orden y la paz serían restablecidos. Criticó a la Iglesia por la acumulación de riquezas y predicó la austeridad.
Las bases de sus ideas eran:
- La oposición a la jerarquía eclesiástica y la conversión de la iglesia a los ideales de pobreza y humildad.
- La oposición al sistema feudal.
- La liberación de los hombres de cualquier restricción.
- La organización de una sociedad igualitaria, de ayuda y respeto mutuos, basada en la propiedad comunitaria y en la igualdad de sexos.

Por estas ideas se le ha considerado uno de los reformadores de la iglesia, así como el impulsor de los ideales de la Revolución francesa, e incluso del anarquismo y del socialismo.
Según Dulcino, la historia de la humanidad constaba de cuatro períodos:
- El del Antiguo Testamento, caracterizado por la multiplicación del género humano.
- El de Jesucristo y los Apóstoles, caracterizado por la castidad y pobreza.
- El iniciado por el emperador Constantino y el papa Silvestre I, caracterizado por una decadencia de la Iglesia a causa de la acumulación de riquezas y ambiciones.
- El de los apostólicos, caracterizado por el modo de vivir austero, en pobreza y castidad, que se prolongaría hasta el fin de los tiempos.

Dulcino dejó escritas sus ideas en una serie de cartas enviadas a los Apostólicos entre el 1300 y el 1307, de las cuales al menos tres fueron compiladas por Bernardo Gui en su De secta illorum qui dicunt esse de ordine Apostolorum.

## Dulcino en la literatura
Dante Alighieri nombra a Dulcino en La Divina Comedia (Infierno XXVIII, 55-60), poniendo en boca de Mahoma las siguientes palabras, en las que le recomienda proveerse de víveres y abrigo para evitar su próxima derrota por parte del obispo de Vercelli, al que llama "El novarés":
Or di’ a fra Dolcin dunque che s’armi,
Tu che forse vedrai lo sole in breve,
S’egli non vuol qui tosto seguitarmi,
Sì di vivanda, che stretta di neve
Non rechi la vittoria al Noarese,
Ch’altrimenti acquistar non saria a lieve.

Es decir:
"Pues dile a Fray Dulcino que se avitualle
tú que tal vez pronto verás el sol 
si no desea unírseme aquí, quemado 
que se procure víveres, pues las nevadas 
darán paso a la victoria del novarés 
que de otro modo no le sería fácil conquistar".

Friedrich Nietzsche exaltó la figura de Dulcino como prototipo del Übermensch (superhombre o suprahombre), imaginándolo «dulce y despiadado, por encima de toda miserable moral, el individuo capaz de colocarse más allá del bien y del mal».[cita requerida].
Umberto Eco menciona a Dulcino frecuentemente en su novela El nombre de la rosa. El diálogo entre el narrador, Adso, y su maestro, Guillermo de Baskerville, cuenta la historia de Dulcino, pero dejando gran parte a la imaginación del lector.
Marcel Schwob hace de Dulcino el tema del noveno capítulo de Vidas imaginarias.